# Scaphura obscurata
Scaphura obscurata är en insektsart som först beskrevs av Stoll, C. 1813.  Scaphura obscurata ingår i släktet Scaphura och familjen vårtbitare. Inga underarter finns listade i Catalogue of Life.